# Suzana Prado
Suzana Prado foi uma actriz portuguesa.

## Biografia
Frequentou o curso de atores do Conservatório Nacional de Teatro.
Estreou-se como atriz no Teatro Gymnasio, ainda como aluna do Conservatório.
Actriz versátil, fez vários géneros de teatro. Trabalhou nomeadamente em produções de Vasco Morgado e no Teatro Estúdio de Lisboa.
Fez várias participações em televisão, desde séries a teleteatro. Também fez rádio e participou no filme O Passarinho da Ribeira (1960).

## Televisão
- 1958 - A Arte de Ser Marido
- 1958 - O Landau de Seis Cavalos
- 1959 - A Proibição[4]
- 1959 - Assunto Arrumado[5]
- 1962 - Um Crime Demasiado Perfeito[6]
- 1963 - Um Homem Chamado Felizardo[7]
- 1980 - Retalhos da Vida de Um Médico[8]
- 1986 - Há Petróleo no Beato[9]
- 1990 - A Morgadinha dos Canaviais [10]

Lista muito incompleta - Em atualização

## Teatro
- 1951 - João da Lua - Teatro da Trindade[11][12][13]
- 1951 - Escombros - Teatro da Trindade[14]
- 1952 - Fim de Semana - Teatro da Trindade[15]
- 1952 - Sua Amante Esposa - Teatro Avenida[16]
- 1952 - Milagre da Rua - Teatro Maria Vitória[17]
- 1953 - A Taça de Oiro - Teatro Nacional D. Maria II[18]
- 1955 - Dez Convites Para a Morte - Teatro Avenida[19][20]
- 1955 - Aí Vêm os Palhaços - Teatro Monumental[21]
- 1956 - Toiros de Morte - Teatro Monumental[22]
- 1956 - Atrás da Porta - Teatro Monumental[23]
- 1956 - A Espada de Fogo - Teatro Avenida[24]
- 1957 - Quando Elas Se Encontram - Teatro Monumental[25]
- 1957 - O Cardeal - Teatro Monumental[26]
- 1957 - Música, Mulheres e... - Teatro Monumental[27][28][29]
- 1958 - Briga em Família - Teatro Monumental[30]
- 1959 - Gata em Telhado de Zinco Quente - Teatro Monumental[31]
- 1960 - Bobosse - Teatro Monumental[32][33]
- 1963 - Cláudia e as Vozes do Mar - Teatro da Estufa Fria[34]
- 1963 - O Senhor Roubado - Teatro da Estufa Fria
- 1964 - A Idiota - Teatro Monumental[35]
- 1964 - A Maluquinha de Arroios - Teatro da Estufa Fria[36]
- 1964 - Ai, Venham Vê-las! - Teatro ABC[37]
- 1965 - Sopa no Mel - Teatro Maria Vitória[38]
- 1973 - Fábula do Amor e as Velhas - Teatro Estúdio de Lisboa[39]
- 1974 - O Mar - Teatro Estúdio de Lisboa[40]
- 1974 - Lisboa 72-74 - Teatro Estúdio de Lisboa[41]
- 1975 - Trapos e Rendas - Teatro Estúdio de Lisboa[42][43]
- 1976 - Preço da Vida - Teatro Estúdio de Lisboa[44]
- 1976 - Fashen - Teatro Estúdio de Lisboa[45]
- 1976 - O Escritório - Teatro Estúdio de Lisboa[46]
- 1978 - O Pecado do Saiote - Teatro Estúdio de Lisboa[47]
- 1979 - Quando a Banda Tocar - Teatro Estúdio de Lisboa[48]
- 1981 - Há Petróleo no Beato - Teatro Variedades[49]
- 1982 - O Processo de Jesus - Teatro da Trindade
- 1987 - Seis Personagens à Procura de Autor - Teatro São Luiz[50]
- 1988 - Pequeno Rebanho Não Desesperes - Casa da Comédia[51]
- 1990 - A Casa de Boneca - Teatro da Politécnica[52]

Lista muito incompleta - Em atualização

## Teatro Radiofónico
- 1960 - Vamos ao Teatro - Panorama Interior da Luizinha
- 1960 - Vamos ao Teatro - O Ninho
- 1960 - Noite de Teatro - A Prova Real
- 1960 - Vamos ao Teatro - A Véspera de Natal
- 1961 - Noite de Teatro - Passatempo
- 1967 - Guerra e Paz (folhetim)[53]

```
Lista incompleta - em atualização
```